# Parastas
Un serviciu memorial (greacă: μνημόσυνον, mnemósynon, "memorial"; Slavonă: панvхида, panikhída, din limba greacă παννυχίς, pannychis, "veghe"; română: parastas, de la greci παράστασις, parastas) este un moment liturgic solemn pentru odihna celor decedați, oficiat în Biserica Ortodoxă și Bisericile orientale Catolice, care urmează Ritul Bizantin.

## Servicii
În Biserica greacă, diverse rugăciuni au ca scop odihna celor răposați, cei vii amintindu-și de propria lor mortalitate și concizia de această viață pământească. Pentru acest motiv, parastasele au un aer de penitență. Acestea au tendința de a fi oficiate mai frecvent în timpul celor patru posturi.
Slujba este pentru un individ, de cele mai multe ori are loc la mormântul decedatului. Dacă este o pomenire generală a celor trecuți în neființă, sau dacă mormântul individului lui nu este prin apropiere, serviciul este organizat într-o biserică.
Serviciul este compus din Psalmi, ectenii (litanii), imnuri și rugăciuni. În linii general urmează după Utrenie și este, de fapt, un serviciu de înmormântare trunchiat. Una dintre cele mai importante parti ale serviciului este Condacul și în final cântând „veșnica pomenire” (Slavonă: Vyechnaya Pamyat).
Serviciul memorial este cel mai frecvent oficiat la sfârșitul sfintei Liturghii; cu toate acestea, ea poate fi, de asemenea după Vecernie, Utrenie, sau ca un serviciu separat  în sine. În cazul în care serviciul este organizat separat, sunt lecturi din epistolele Pauline și Evanghelii.

## Coliva

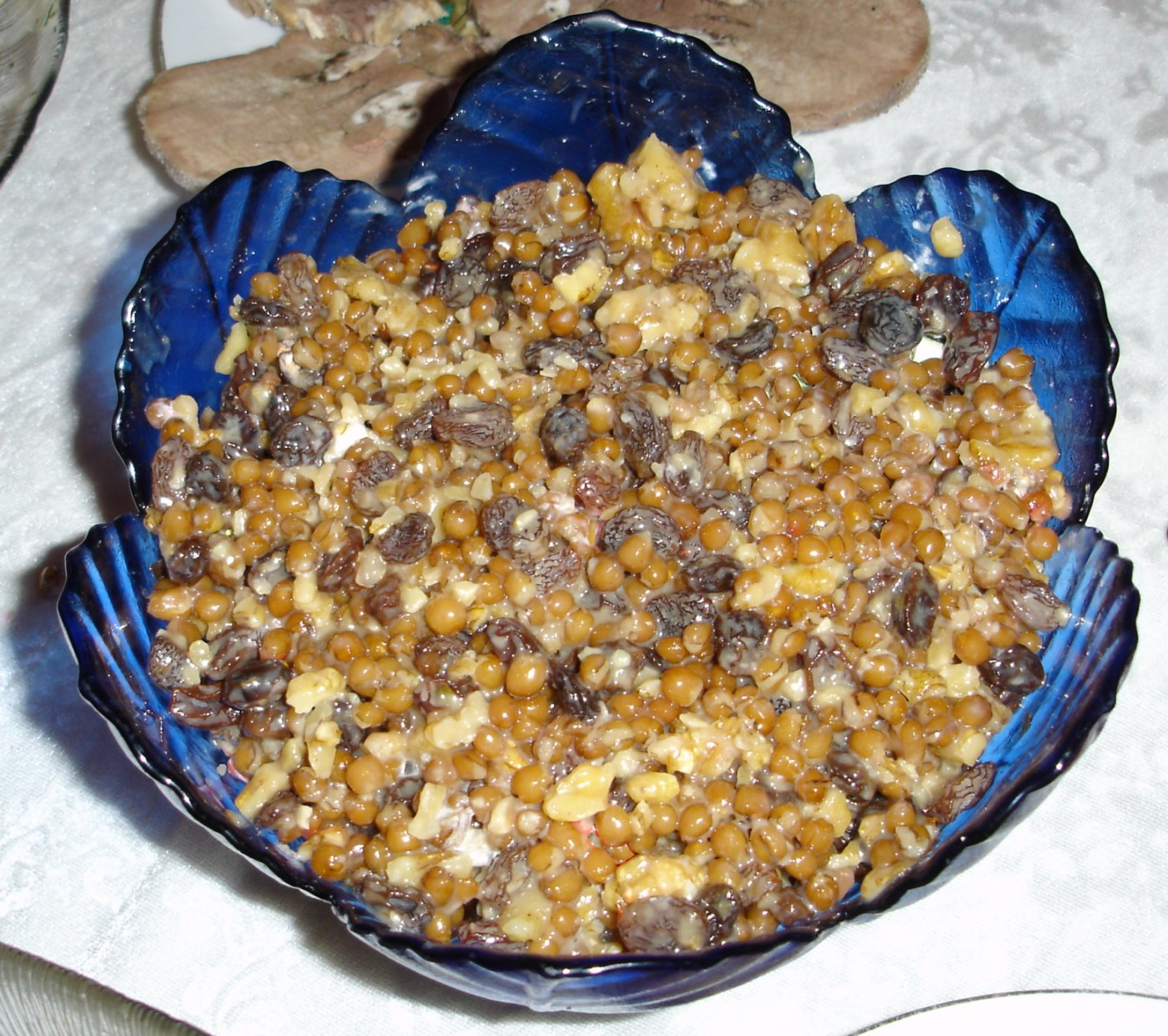
Colivă făcută din grâu și stafide, care este utilizată în mod tradițional în timpul parastaselor ortodoxe.

Pentru parastas, coliva (un aliment ritual din grâu fiert) este adesea pregătită și este plasată în fața mesei sau a icoanei lui Hristos. După aceea, este binecuvântată de preot, care stropește cu apă sfințită. Coliva este apoi servită tuturor celor care au participat la slujbă.

## Ocazii
După moartea unui creștin Ortodox, se fac  "Rugăciuni pentru Plecarea Sufletului", care se spun de către preot. După care se oficiază un memorial numit Primul parastas, după care citirea din Psaltire începe și continuă neîntrerupt până la înmormântare. 
În mod tradițional, în plus față de slujbele din ziua morții, serviciul memorial este efectuat la cererea rudelor persoanei decedate, în următoarele situații:
- A treia zi după moarte
- Noua zi
- De-a patruzecea zi
- Trei luni
- Șase luni
- Prima comemorare  a morții (1 an)
- A treia comemorare - 3 ani (unele vor solicita un memorial în fiecare an, la comemorarea decesului)
- A șaptea comemorare (parastasul de șapte ani de la deces).

## Litie
O formă prescurtată a serviciului memorial este numită Litie (sau Liti sau Litia), din greacă λιτὴ τελετή, litē teletē, adică o simplă ceremonie, sau λιτὸν μνημόσυνον, liton mnēmosynon, adică un simplu mnemosynon; este alcătuită numai din încheierea parastasului. Litia este adesea slujită în pronaosul bisericii în timpul săptămânii obișnuite, în special în timpul Postului Mare.

## În film
Filmul românesc din 2016, Sieranevada, prezintă povestea (documentar) unui parastas într-un apartament din Bucuresti.
În timp ce preotul trebuie să ajungă, familia discută mai multe probleme.
Preotul și consilierii săi ajung în cele din urmă, ei cântă și binecuvântează casa și alimentele care vor fi distribuite după pomană. 

## Legături externe
- Photo: Memorial Table
- Photo: Ektenia during Panikhida
- Photo: Blessing Kolyva at the end of a Panikhida